# الخط الزمني للانتخابات الرئاسية الأمريكية 2020 (نوفمبر 2020–يناير 2021)
ما يلي خط زمني للأحداث الرئيسية قبل وأثناء وبعد الانتخابات الرئاسية الأمريكية لعام 2020، الدورة التاسعة والخمسين للانتخابات الرئاسية الأمريكية، من نوفمبر 2020 وحتى يناير 2021. للأحداث السابقة، انظر الخط الزمني للانتخابات الرئاسية الأمريكية لعام 2020 (2017 – 2019) والخط الزمني للانتخابات الرئاسية الأمريكية لعام 2020 (يناير – أكتوبر 2020).
كان الرئيس دونالد ترامب من الحزب الجمهوري، والمنتَخب في عام 2016، يسعى إلى إعادة انتخابه لدورة ثانية أمام نائب الرئيس السابق جو بايدن من الحزب الديمقراطي. عُقدت الانتخابات العامة في الثالث من نوفمبر، واختار المقترعون ناخبي ولاياتهم مباشرة من أجل المجمع الانتخابي. في السابع من نوفمبر، عرضت معظم منظمات الإعلام الوطنية أن بايدن قد ثبّت أصواتًا انتخابية كافية ليسمّى رئيسًا منتخبًا للولايات المتحدة. أُجري التصويت الرسمي عبر المجمع الانتخابي في 14 ديسمبر. صادق الكونغرس الأمريكي بعد ذلك على النتائج الانتخابية في السابع من يناير 2021، ونُصّب جو بايدن رئيسًا في 20 يناير 2021.

## الانتخابات التمهيدية الخفيّة وفترة المناظرة
«الانتخابات التمهيدية الخفية» هي أولى مرحلات السباق الرئاسي، حينما يدرس المرتَقبون الوضع ويشكلون لجان العمل السياسي و«لجانًا استكشافية» ليعرفوا ما إذا كان هذا المسعى يستحق العناء. يعقب هذا الإعلان الرسمي عن المرشحين، وفترة من المناظرات المتلفزة وغيرها من الأحداث السابقة لبدء اختيار الممثلين.

## الحملات الانتخابية التمهيدية والعامة
ثمة ثلاثة أقسام رئيسية لكل عام انتخابي. الانتخابات التمهيدية، حيث يجري اختيار الممثلين للاجتماع الأربعيّ للحزب، ثم الاجتماعات نفسها، ثم الانتخابات العامة في الخريف.

## نوفمبر 2020
- 1 نوفمبر:
  - الموعد النهائي للتصويت الشخصي الأول في ديلاوير، وفلوريدا، ونيويورك.[1]
  - ترفض المحكمة العليا في تكساس مذكرة قدمها ممثل ولاية تكساس ستيف توث ومرشحَين جمهوريَين غيره من المرشحين للمنصب يطلبون فيها إبطال قرابة 127.000 من الأصوات التي قُدمت من سيارة في مقاطعة هاريس، تكساس.[2]
  - يبدأ بايدن حملته في فيلادلفيا.
  - تبدأ هاريس حملتها في مقاطعة غوينيت، جورجيا؛ وغلودزبورو، كارولاينا الشمالية؛ وفاييتفيل، كارولاينا الشمالية.[3]
  - يجمع ترامب حشودًا في واشنطن، ميشيغان؛ ودوبوك، آيوا؛ وهيكري، كارولاينا الشمالية؛ وروما، جورجيا؛ وأوبا لوكا، فلوريدا. للمرة الثالثة في غضون أسبوع، وهذه المرة في جورجيا، تُرك مئات من الناس الذين حضروا الحشد محتجزين لساعات في البرد القارس.[4]
- 1-2 نوفمبر:
  - تقطع مواكبُ «قطار ترامب» من داعمي الرئيس السير على طول عدة طرق سريعة وجسور عبر المقاطعة. توجه الكثير من الناس إلى تويتر للإشارة إلى كون الأمر منافقًا حينما شجب ترامب وكثير غيره من المحافظين البارزين، المحتجينَ من الليبراليين وناشطي الحقوق المدنية عندما قطعوا السير بصورة مماثلة على طرق سريعة وجسور رئيسية.[5]
- 2 نوفمبر:
  - الموعد النهائي لاستلام مسؤولي الانتخابات في لويزيانا وفيرمونت الاقتراع عبر البريد.
  - الموعد النهائي لختم الاقتراع عبر البريد في آلاباما وآيوا وداكوتا الشمالية وأوهايو ويوتاه.
  - يرفض قاضي المحكمة الجزئية الأمريكية آندرو هينين دعوى قضائية فدرالية قدمها توث ومجموعته من جمهوريي تكساس يطلبون فيها إبطال الأصوات المقدرة ب127.000صوت قُدمت من سيارة في مقاطعة هاريس، تكساس، وحكم بأنهم فشلوا في إثبات وجود «دافع شرير».[6]
  - يبدأ بايدن حملته في بيتسبرغ، بنسلفانيا وفي كليفلاند.
  - تبدأ هاريس حملتها في فيلادلفيا، ولي هاي فالي، ومقاطعة لوزيرن، بنسيلفانيا.
  - يجمع ترامب حشودًا في فاييتفيل، كارولاينا الشمالية؛ وسكرانتون، بنسيلفانيا؛ ترافيرس سيتي، ميشيغان؛ وكينوشا، ويسكونسن؛ وغراند رابيدز، ميشيغان.
  - يبدأ بينس حملته في لاتروب، وإيري، بنسيلفانيا.[7]
- 3 نوفمبر:
  - الموعد النهائي لاستلام الاقتراع عبر البريد من قبل مسؤولي الانتخابات في آلاباما، وأريزونا، وأركانساس، وكولورادو، وكونيتيكيت، وديلاوير، وفلوريدا، وجورجيا، وهاواي، وإيداهو، وإنديانا، وماين، وميشيغان، وميزوري، ومونتانا، ونبراسكا، ونيو هامبشاير، ونيو ميكسيكو، وأوكلاهوما، وأوريغون (ولاية كل تصويتها عبر البريد)، ورود آيلاند، وكارولاينا الجنوبية، وداكوتا الجنوبية، وتينيسي، وتكساس، وويسكونسن، ووايومينغ.
  - الموعد النهائي لاستلام الاقتراع عبر البريد من قبل مسؤولي الانتخابات في ألاسكا، وكاليفورنيا، وإلينوي، وكانساس، وكينتاكي، وماريلاند، وماساتشوستس، ومينيسوتا، ونيفادا، ونيو جيرسي، ونيويورك، وكارولاينا الشمالية، وبنسيلفانيا، وفرجينيا، وواشنطن، وفرجينيا الغربية.[8][9]
  - ساعات الاقتراع (كل الأوقات معطاة بتوقيت المنطقة الزمنية الشرقية القياسي (إي إس تي)، أو ت ع م-05:00):
    - 12:30 ص: توقف الاقتراع في تصويت منتصف الليل خاصة نيو هامبشاير. صوّت المقترعون في ديكسفيل نوتش لبايدن بنتيجة 5-0، في حين صوت المقترعون في ميلسفيلد لترامب بنتيجة 16-5. بسبب جائحة فيروس كورونا، أخّر هارتس لوكيشن تصويت منتصف الليل التقليدي خاصته إلى ساعات الصباح.
    - 5:00 ص: توقف الاقتراع في غوام (8:00 م بتوقيت تشامورو (ت ع م+ 10:00))، التي يحوز اقتراعها الرئاسي عمومًا على انتباه الإعلام الوطني باعتباره مؤشرًا على أرجحية سير التصويت في باقي البلاد.
    - 6:00 ص حتى 12:00 م: يُفتتح الاقتراع على امتداد 50 ولاية وواشنطن العاصمة، كانت آخرها هاواي في الساعة 12 م بتوقيت المنطقة الشرقية، و7 ص بتوقيت هاواي وجزر ألوتيان.
    - 6:00 م: توقف الاقتراع في المناطق العاملة بتوقيت المنطقة الشرقية في إنديانا وكنتاكي.[10]
    - 7:00 م: توقف الاقتراع في:
      - مناطق مختارة من نيو هامبشاير.
      - الأقسام العاملة بالتوقيت الشرقي من فلوريدا.
      - الأقسام العاملة بتوقيت المنطقة الزمنية الوسطى من إنديانا وكنتاكي (6:00 م بتوقيت المنطقة الوسطى).
      - كامل جورجيا، وكارولاينا الجنوبية، وفيرمونت.

    - 7:30 م: توقف الاقتراع في كارولاينا الشمالية، وأوهايو، وفرجينيا الغربية.
    - 8:00 م: توقف الاقتراع في:
      - مناطق مختارة من داكوتا الشمالية (7:00 م بتوقيت المنطقة الوسطى، وجرت مراقبته عبر مواقع الاقتراع).
      - بقية نيو هامبشاير.
      - الأقسام العاملة بتوقيت المنطقة الشرقية من ميشيغان.
      - الأقسام العاملة بتوقيت المنطقة الوسطى من فلوريدا، وكانساس، وداكوتا الجنوبية، وتكساس (7:00 م بتوقيت المنطقة الوسطى).
      - كامل ألاباما، وإلينوي، وميسيسيبي، وميزوري، وأوكلاهوما (7:00 بتوقيت المنطقة الوسطى)، وتينيسي (7:00 م بتوقيت المنطقة الوسطى/8:00 بتوقيت المنطقة الشرقية)، وكونيتيكيت، وديلاوير، وماين، وماريلاند، وماساتشوستس، ونيو جيرسي، وبنسيلفانيا، ورود آيلاند، وواشنطن العاصمة.

    - 8:30 م: توقف الاقتراع في أركانساس (7:30 م بتوقيت المنطقة الوسطى).
    - 9:00 م: توقف الاقتراع في:
      - بقية مناطق داكوتا الشمالية (7:00 م بتوقيت المنطقة الجبلية، وجرت مراقبته عبر مواقع الاقتراع).
      - الأقسام العاملة بتوقيت المنطقة الوسطى من ميشيغان (8:00 م سي إس تي).
      - الأقسام العاملة بتوقيت المنطقة الجبلية من كانساس، وداكوتا الجنوبية، وتكساس (7:00 م بتوقيت المنطقة الجبلية).
      - كامل أريزونا، وكولورادو، ونيو ميكسيكو، ووايومينغ (7:00 م بتوقيت المنطقة الجبلية)، ونبراسكا (7:00 م بتوقيت المنطقة الجبلية/8:00 م بتوقيت المنطقة الوسطى)، ولويزيانا، ومينيسوتا، وويسكونسن (8:00 م بتوقيت المنطقة الوسطى)، ونيويورك.

    - 10:00 م: توقف الاقتراع في:
      - الأقسام العاملة بتوقيت المنطقة الجبلية من إيداهو وأوريغون (8:00 بتوقيت المنطقة الجبلية).
      - كامل نيفادا (7:00 بتوقيت منطقة المحيط الهادئ)، ومونتانا، ونيفادا، ويوتاه (8:00 م بتوقيت المنطقة الجبلية)، وآيوا (9:00 بتوقيت المنطقة الوسطى).